# Højbjerg-Elsborg Sogn
Højbjerg-Elsborg Sogn er et sogn i Viborg Østre Provsti (Viborg Stift).
I 1800-tallet var Elsborg Sogn anneks til Højbjerg Sogn. Begge sogne hørte til Lysgård Herred i Viborg Amt. Højbjerg-Elsborg sognekommune blev ved kommunalreformen i 1970 indlemmet i Bjerringbro Kommune, som ved strukturreformen i 2007 indgik i Viborg Kommune.
I Højbjerg Sogn ligger Højbjerg Kirke og Elsborg Kirke.
Sognet blev dannet 1. december 2024 ved sammenlægning af Højbjerg Sogn og Elsborg Sogn.
- Elsborg Kirke
- Højbjerg kirke